# Éditions Grasset
Pour les articles homonymes, voir Bernard Grasset, Grasset et Fasquelle.
Éditions Grasset est une maison d'édition française, fondée en 1907 par Bernard Grasset et devenue en 1967, par fusion avec les éditions Fasquelle, les éditions Grasset & Fasquelle.
Grasset publie de la littérature française et étrangère, des essais, des romans et des ouvrages de sciences humaines, entre autres.

## Historique

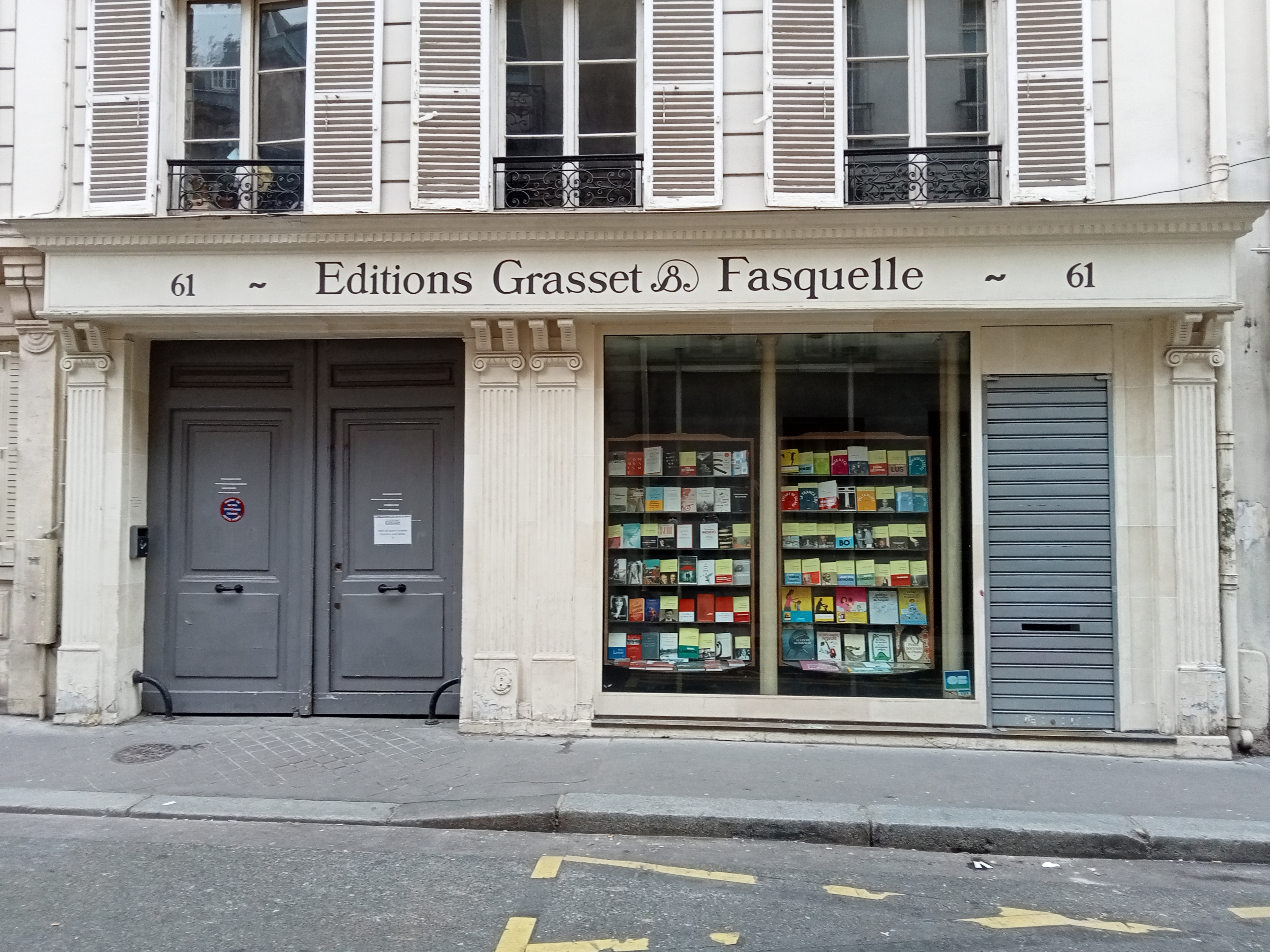
Siège des éditions Grasset, 61 rue des Saints-Pères à Paris.

Les éditions Grasset ont été successivement présidées par le fondateur Bernard Grasset, son neveu Bernard Privat et Jean-Claude Fasquelle. Parmi les premiers administrateurs figure Jean Vigneau. Bernard Grasset cède son capital à Hachette en 1954.
En 1967, Grasset fusionne avec les éditions Fasquelle, que dirigeait Jean-Claude Fasquelle depuis 1954. Il devient directeur général des éditions Grasset & Fasquelle en 1969, puis président-directeur général en 1981. En 2000, il devient président du conseil de surveillance et Olivier Nora lui succède en tant que président du directoire. Les éditions ont réalisé 17,5 millions d'euros de chiffre d'affaires en 2007.
Grasset, filiale d'Hachette Livre, fait partie du groupe Lagardère depuis 1981.

## Collections

### Les Cahiers verts
En 1921, cette collection de littérature générale est lancée, sous la direction de Daniel Halévy, la première livraison est Maria Chapdelaine de Louis Hémon, c'est un succès, puis Les Cœurs des autres de Gabriel Marcel. La collection s'arrête au début des années 60.

### Les Cahiers Rouges
En 1983, Jean-Claude Fasquelle, qui est alors le président de Grasset, créé les Cahiers Rouges, une collection « semi-poche » reconnaissable grâce à la couverture rouge des plus de 370 ouvrages qui la composent. Cette collection, par son prix et par son format, se positionne à un niveau intermédiaire entre le poche et l'édition ordinaire. Elle fait revivre les fonds d'auteurs de la maison en puisant, notamment les « classiques modernes », selon l'expression américaine : Jean de la Ville de Mirmont, Paul Morand, Jean Cocteau, Irène Némirovsky, Thomas et Klaus Mann, Jean Giono, Vladimir Nabokov, François Augiéras, Joseph Delteil… Intégrant une douzaine de titres par an, le catalogue des Cahiers Rouges invite également des classiques, tels que Sainte-Beuve avec Mes chers amis ou Giorgio Vasari et ses Vies des meilleurs peintres, sculpteurs et architectes, ainsi que des auteurs étrangers : Francis Scott Fitzgerald, Truman Capote, Gabriel García Márquez, Paul Theroux… L'art et la poésie y ont aussi leur place, avec les correspondances de Cézanne, Degas, Van Gogh, le Journal de Paul Klee, Les Cocus du vieil art moderne de Salvador Dalí, les poèmes de Paul Verlaine ou ceux de Walt Whitman. Les Cahiers Rouges replacent dans l'actualité littéraire des œuvres oubliées comme celles d'Irène Némirovsky longtemps restées dans l'ombre avant de devenir des best-sellers, aux côtés de Stefan Zweig et du Journal de Kafka. Des textes considérés comme cultes : L'Horizon chimérique de Jean de la Ville de Mirmont, J'adore de Jean Desbordes, La Femme changée en renard de David Garnett, Au temps du bœuf sur le toit de Maurice Sachs, font aussi partie de cette collection,.

### Autres collections
- Le Collège de philosophie, dirigée par Luc Ferry et Alain Renaut

## Polémiques
Après qu'un article de L'Express du 26 août 2019 révèle au grand public, documents à l'appui, que Yann Moix a participé en 1989 et 1990, lorsqu'il était étudiant, à 21 ans, à trois numéros de Ushoahia, un « magazine de fabrication artisanale » négationniste et véhiculant un antisémitisme ainsi qu'un racisme virulent à l'encontre des noirs, Le Monde rapporte que chez Grasset, maison d'édition de Yann Moix, trois personnes étaient au courant des publications incriminées : Bernard-Henri Lévy, Jean-Paul Enthoven et le PDG Olivier Nora. Yann Moix s'était confié à ce dernier en 2007, en lui demandant s'il lui renouvelait sa confiance,. Pour Joseph Confavreux, l'affaire Moix entache les éditions Grasset posant la question si « l'état-major de Grasset pouvait […] légitimement dissimuler à ses lecteurs le passé négationniste d’un de ses auteurs fétiches ».